# Le Quotidien de La Réunion
Le Quotidien de La Réunion est un quotidien régional français de l'île de La Réunion, qui a son siège à Saint-Denis. Il a été fondé le 13 septembre 1976, avec une importante donnée aux informations insulaires et une ligne éditoriale progressiste. Il est au début du XXIe siècle le quotidien le plus vendu du département, mais sa diffusion sur papier est en recul.

## Description et historique
À sa création en 1976, Le Quotidien de La Réunion et de l'Océan Indien est le premier journal à imposer le positionnement des pages locales en ouverture de journal. La multiplication des nouvelles de proximité et les informations insulaires de l'Océan Indien lui ont assuré son succès. Les autres titres de l'île, qui considéraient peu le fait local, ont par la suite imité la politique éditoriale du Quotidien. Le Quotidien de La Réunion et de l'Océan Indien adopte par ailleurs une ligne éditoriale progressiste.
Le journal propose le supplément Quotidien TV tous les vendredis, et des hors-séries ponctuels en fonction de l'actualité. Depuis le 7 décembre 2019, le Quotidien des Jeunes qui était jusque là un supplément hebdomadaire est maintenant un magazine mensuel tiré à part.
Le 22 juin 2007, Le Quotidien de La Réunion ouvre un site web. Cette adresse a été écrite en gros, à la une de ce même jour, avec un texte explicatif :
« Le Quotidien est né, un matin de 1976, de la volonté d'un homme, Maximin Chane-Ki-Chune, bientôt rejoint par d'autres hommes. Il est né de l'ambition un peu folle de créer un journal ouvert sur l'ensemble de la société réunionnaise et soucieux de participer à la vie et au développement de notre île. »
Le 26 février 2009, Le Quotidien de La Réunion lance la deuxième version de son site Internet. Il choisit un modèle financier mixte gratuit-payant et inscrit sa ligne éditoriale en complémentarité des informations disponibles sur le support papier en proposant des contenus spécialement pour le Web.
Confronté à un recul des ventes et du marché publicitaire ainsi qu'à une inflation plus forte qu'en France métropolitaine, ce titre est placé placé en liquidation-cession en octobre 2023 et cherche un repreneur. L'obtention en décembre 2023 d’une subvention exceptionnelle de 600 000 euros par le conseil régional lui donne un délai supplémentaire pour faire aboutir cette recherche
Le 3 avril 2024, le tribunal de commerce valide l'offre du groupe Média Capital Réunion, présidé par Jean-Jacques Dijoux.
Le 4 avril 2024, lors d'une conférence de presse, Henri Nijdam est nommé directeur général, directeur de la publication et rédacteur en chef du  Quotidien.

## Diffusion
La diffusion payée du Quotidien de La Réunion s'établit officiellement comme suit, selon l'Alliance pour les chiffres de la presse et des médias (anciennement OJD), :
| Année           | 2015   | 2016   | 2017   | 2018   | 2019   | 2020   | 2021   | 2022   |
| --------------- | ------ | ------ | ------ | ------ | ------ | ------ | ------ | ------ |
| Diffusion payée | 19 833 | 18 972 | 17 742 | 16 061 | 16 183 | 14 884 | 13 283 | 12 056 |